# Leopoldo Miguez
Leopoldo Américo Miguez (Niterói, 9 de setembro de 1850 — Rio de Janeiro, 6 de junho de 1902) foi um compositor, violinista e maestro brasileiro. Era tio do letrista e poeta Luís Peixoto.

## Biografia
Filho de pai espanhol e mãe brasileira, aos oito anos tocou no Porto, onde se educava, em concerto público, um solo de violino composto sobre motivos de La Traviata por seu maestro Nicolau Medina Ribas. Aos dezessete anos foi obrigado pelo pai a abraçar a carreira comercial. Em 1871 voltou ao Rio, onde trabalhou como guarda-livros. Seis anos depois casou-se com Alice Dantas, senhorita da elite brasileira, que pertencia a uma das famílias mais nobres de São Paulo. Em 1878 associou-se a Alfredo Napoleão, dirigindo um estabelecimento de músicas, do qual se retirou em 1881 para se consagrar exclusivamente à sua arte. Em 1882, foi para Paris onde passou dois anos. Ao regressar, foi, no Rio e em São Paulo, regente da ópera organizada pela Sociedade Claudio Rossi (abril a junho de 1886).
Em dezembro de 1889 teve sua composição escolhida no concurso para o Hino da República. Foi então então diretor do Instituto Nacional de Música, a 18 de janeiro de 1890.
O prêmio de Cr$ 25.000,00 que então recebeu, consagrou-o à aquisição de um grande órgão para o Instituto. Ocupou a cadeira de composição durante seis anos(1896), abandonando-a par dirigir o curso de violino. Em 1896, foi, comissionado pelo Governo, a estudar o ensino da música em Portugal, Espanha, França, Bélgica, Alemanha e Itália. Presidiu desde 1897 ao Centro Artístico, sociedade que exerceu grande influência no meio musical.
Além de compositor inspirado e regente de belas qualidades, foi um administrador de primeira ordem, imprimindo ao Instituto Nacional de Música, que organizara, um espírito e disciplina admiráveis.
Sua obra numerosa compreende: Op. I Pressentiment; Op. 20 Souvenirs, Notturno, Mazurka, Scherzetto e Lamento; Op. 31 & 32 Bluettes, Album de jeunesse e Op. 33 Serenada e 34 Morceaux lyriques, todas estas para piano. Para orquestra: Marcha Nupcial, Marcha elegíaca e Camões, Ode funèbre à Benjamin Constant, Sylvia-Elegía, Suite à l'antique, Madrigal, Scena, Liberates, Prometeu, Sinfônicos. Para o teatro: Pelo amor, em 2 atos, e Saldunes, em 3 atos, ambos poemas de Coelho Netto.

## Obras principais
- Música dramática: Pelo amor!; I Salduni (Os Saldunes).
- Música orquestral: Sinfonia em si bemol (1882); Parisina (1888); Ave libertas (1890); Prometheus (1891); Marcha elegíaca a Camões (1880). Marcha nupcial (1876); Hino à Proclamação da República (1890).
- Música de câmara: Silvia; Suite à l’antique (1893); Trio; Sonata para violino e piano
- Música Instrumental: Allegro appassionato; Noturno; Reina a paz em Varsóvia; Noturno para contrabaixo e piano.
- Música vocal: Branca aurora; Le Palmier du Brésil; A Instrução.